# Tinsley Green
Tinsley Green – wieś w Anglii, w hrabstwie West Sussex, w dystrykcie Crawley. Leży 56 km na północny wschód od miasta Chichester i 41 km na południe od Londynu.